# Arena Cruzeiro
O Estádio Dirceu de Castro, mais conhecido como Arena Cruzeiro, é um estádio de futebol localizado no município de Cachoeirinha, no estado do Rio Grande do Sul, pertencente ao clube Esporte Clube Cruzeiro.

## História

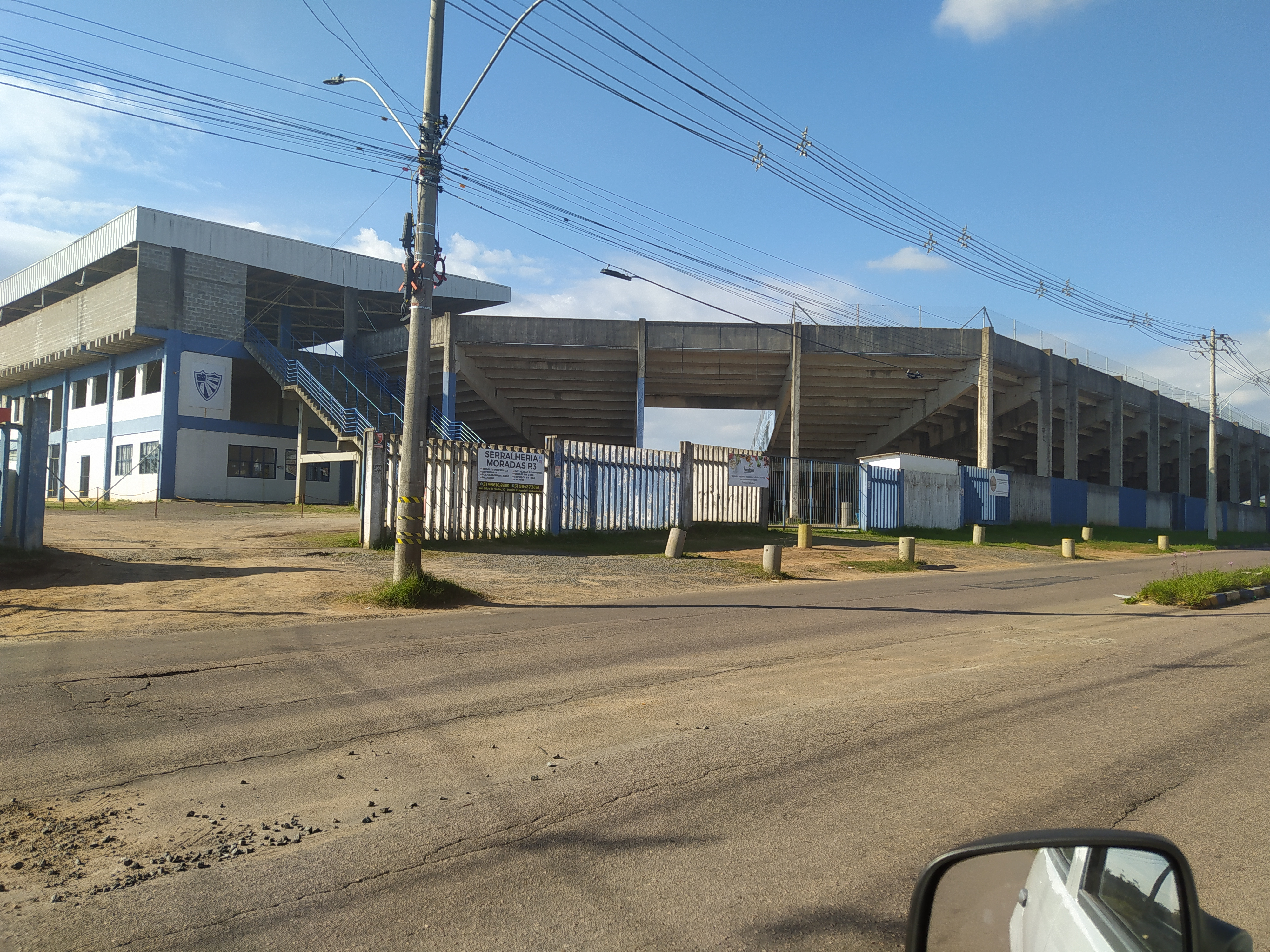
Arena Cruzeiro

Em 2010, o Cruzeiro negociou a área de seu antigo estádio, o Estrelão, na Avenida Protásio Alves, em Porto Alegre. Com o recurso obtido com a venda, o clube quitou dívidas e em permuta, comprou uma área de sete hectares em Cachoeirinha, na Grande Porto Alegre, onde construiu o seu novo estádio[carece de fontes?] em formato de arena, com 16 mil lugares, nos padrões exigidos pela FIFA. A inauguração da Arena Cruzeiro ocorreu no dia 13 de março de 2019.
No Campeonato Gaúcho de 2012, o clube ainda mandou os seus jogos no Estádio Estrelão. O novo estádio começou a sediar jogos oficiais em 2019, mas seguiu em construção nas partes internas (vestiários, etc). 
Em 27 de maio de 2021, o Conselho Deliberativo do Cruzeiro aprovou de forma unânime a mudança no nome oficial do estádio para Estádio Dirceu de Castro. Dirceu foi presidente do clube entre 2008 e 2013 e de 2020 até abril de 2021, quando faleceu, vítima de Covid-19, além de ter exercido outros cargos dentro do clube.